# Pseudopterorthochaetes elytratus
Pseudopterorthochaetes elytratus är en skalbaggsart som beskrevs av Renaud Maurice Adrien Paulian 1946. Pseudopterorthochaetes elytratus ingår i släktet Pseudopterorthochaetes och familjen Hybosoridae. Inga underarter finns listade i Catalogue of Life.